# Badische IV b
| IV b                   | IV b       | IV b         |
| ---------------------- | ---------- | ------------ |
| Nr. 340 nach Umbau     |            |              |
| Nummerierung           | 42 ... 341 | 42 ... 341   |
| Anzahl                 | 20         | 20           |
| Hersteller             | Maffei     | Maffei       |
| Baujahre               | 1873–1874  | 1888–1892    |
| Ausmusterung           | 1901–1910  | 1901–1910    |
| Achsformel             | 1B n2      | 1B1 n2t      |
| Spurweite              | 1.435 mm   | 1.435 mm     |
| Länge über Puffer      | 14.300 mm  | 10.482 mm    |
| Höhe                   | 4.360 mm   | 4.150 mm     |
| Gesamtradstand         | 3.405 mm   | 5.200 mm     |
| Leermasse              | 28,80 t    |              |
| Dienstmasse            | 33,00 t    |              |
| Reibungsmasse          | 22,00 t    |              |
| Radsatzfahrmasse       | 11,00 t    |              |
| Höchstgeschwindigkeit  | 60 km/h    | 60 km/h      |
| Kuppelraddurchmesser   | 1675 mm    | 1675 mm      |
| Laufraddurchmesser     | 1075 mm    | 1075 mm      |
| Steuerungsart          | Stephenson | Stephenson   |
| Zylinderanzahl         | 2          | 2            |
| Zylinderdurchmesser    | 435 mm     | 435 mm       |
| Kolbenhub              | 610 mm     | 610 mm       |
| Kesselüberdruck        | 9 bar      | 9 bar        |
| Anzahl der Heizrohre   | 180        | 180          |
| Heizrohrlänge          | 4.275 mm   | 4.275 mm     |
| Rostfläche             | 1,53 m²    | 1,53 m²      |
| Strahlungsheizfläche   | 6,85 m²    | 6,85 m²      |
| Rohrheizfläche         | 101,55 m²  | 101,55 m²    |
| Verdampfungsheizfläche | 108,40 m²  | 108,40 m²    |
| Lokbremse              | Schraube   | Westinghouse |

Die Fahrzeuge der Gattung IV b der Großherzoglich Badischen Staatseisenbahn waren Personenzug-Lokomotiven.
Die Lokomotiven dieser Gattung stellten eine Verbesserung gegenüber den bisherigen Loks der Bauart 1B dar. Der allgemeinen Entwicklungsrichtung folgend, besaßen die Maschinen eine wesentlich größere Rostfläche als die Vorgängerversionen. Damit einher ging eine wesentliche Verbesserung der Leistung. Die größere Rostfläche wurde durch eine stark geneigte Feuerbüchsrückwand erreicht.
Die von Maffei gebauten Fahrzeuge waren mit Langkesseln vom Typ Longboiler, außenliegenden Zylindern mit innenliegender Stephensonsteuerung, einem außenliegenden Füllrahmen und Doppelsicherheitsventilen Bauart Ramsbottom ausgerüstet. Wie bei den meisten badischen Loks erfolgte die Federung mittels über den Achsen liegenden Blattfedern und bügelförmigen Federgehängen.
Mit der Beschaffung neuer 2B-Lokomotiven wurden sie aus dem Personenzugdienst verdrängt. Da die Lokomotiven ein zu geringes Reibungsgewicht aufwiesen, baute man sie zwischen 1888 und 1892 in Tenderlokomotiven mit der Achsformel 1B1 um. Dabei erhielten sie auch einen neuen Kessel.
Vor dem Umbau waren die Fahrzeuge mit Schlepptendern der Bauart 2 T 6,75 ausgestattet.